# Hugh Grundy
Pour les articles homonymes, voir Grundy.
Hugh Grundy, né le 6 mars 1945, est un musicien britannique, batteur du groupe The Zombies. Il intégra le groupe en 1962.